# Siglo XXI
El siglo XXI d. C. (siglo veintiuno después de Cristo) o siglo XXI e. c. (siglo veintiuno de la era común) es el siglo actual y el primero del III milenio en el calendario gregoriano.Comenzó el 1 de enero de 2001 y terminará el 31 de diciembre de 2100.
El siglo XXI se caracteriza por el avance y expansión de la digitalización y el control de la información a nivel global. También a esta época se le conoce como la era de la información (quien la controla y quien accede a ella tendrá las mejores oportunidades). La era industrial y la era espacial se caracteriza por modelos lineales poco cambiantes. Las llamadas redes sociales reflejan el intercambiante mundo de información, conectividad a bajo costo. Este progreso ya se había iniciado a partir de los años setenta del siglo XX con la tercera revolución industrial. Sin embargo, a comienzos del siglo XXI, la digitalización experimentó un enorme cambio que dio lugar a nuevos dispositivos de almacenamiento de datos (memorias flash) y una mayor intensidad en la expansión de la telefonía móvil (iniciada en los años 1980 del siglo XX en Europa y Estados Unidos). En el campo de la tecnología, también destacó el conocido como apagón analógico, dada la aparición en 2005 de la televisión digital terrestre, la masificación de dispositivos móviles y el bajo coste de acceder a internet; así como el posdesarrollo del Proyecto Genoma Humano.
En los albores de este siglo se retoma nuevamente la conciencia del fenómeno conocido como cambio climático, movimiento iniciado en los años 1970 del siglo pasado, que se ha convertido en una de las mayores preocupaciones de la comunidad internacional. Pero fue en 2015, cuando las alertas empiezan a ser más fuertes por la alta contaminación, producida en grandes ciudades. Este problema ha motivado numerosas campañas de protesta, mientras, por otra parte los estados, se proponen medidas destinadas a lograr posibles soluciones, como el Protocolo de Kioto, acordado a finales del siglo XX (se concertó el 11 de diciembre de 1997, y se firmó entre el 16 de marzo de 1998 y el 15 de marzo de 1999 en la sede de la ONU). En el campo de la política demográfica, la globalización, de la que ya se habló en las últimas décadas del siglo XX, se ha intensificado notablemente; así como los movimientos de activistas como los indignados en todo el mundo.
En el contexto político y económico internacional, el siglo XXI está marcado desde su inicio por los ataques terroristas del 11 de septiembre de 2001 en Estados Unidos, que fue el punta pie para el inicio de la llamada «guerra contra el terrorismo» iniciada por Estados Unidos. Esta campaña militar, inició la guerra de Afganistán en 2001 y fue la responsable de la invasión y posterior guerra de Irak, en 2003. También este nuevo siglo marca lo que podría ser una Segunda Guerra Fría entre Rusia y los Estados Unidos, dado que el sistema antimisiles de Estados Unidos desplegado en Europa Oriental está provocando un nuevo desarrollo de misiles balísticos de última generación en Rusia como respuesta.
El nuevo siglo, también está marcado por la crisis económica iniciada en 2008, de alcance global, que continúa hasta nuestros días, y el ascenso económico de China; por la inestabilidad en el mundo árabe en la llamada Primavera Árabe: una serie de protestas, conflictos e incluso intervenciones militares por el control mundial de los recursos energéticos en los países de Oriente Medio, destacando las guerra de Libia de 2011 y la guerra civil siria; además de la irrupción de una pandemia de COVID-19 o virus de Wuhan a inicios de los años 2020 que se propagó por todo el mundo, originado en la provincia de Wuhan en China, que provocó un fuerte impacto socioeconómico.

## Acontecimientos

### Política y economía
En el plano económico, China y Estados Unidos se enfrentan en un nuevo tipo de Guerra Fría.

#### Años 2000
- 20 de enero de 2001 al 20 de enero de 2009: George W. Bush, presidente de los Estados Unidos.
- 2001: Grave crisis económica (bancarrota de la Hacienda del país) y política en Argentina.
- 1 de enero de 2002: Entrada en circulación del euro en doce Estados miembros de la Unión Europea.
- 20 de mayo de 2002: Independencia de Timor Oriental.
- 1 de enero de 2003 al 31 de diciembre de 2010: Lula da Silva, presidente de Brasil.
- 25 de mayo de 2003 al 10 de diciembre de 2007: Presidencia de Néstor Kirchner en Argentina.
- 2003: Manifestaciones globales en contra de la guerra de Irak.
- 1 de mayo de 2004: Se produce la mayor ampliación de la Unión Europea con el ingreso de diez nuevos Estados (Chipre, Estonia, Hungría, Letonia, Lituania, Malta, Polonia, República Checa, Eslovaquia y Eslovenia).
- 2005: El grupo terrorista IRA abandona las armas.
- 22 de noviembre de 2005 al 8 de diciembre de 2021: Angela Merkel, primera mujer en ser canciller de Alemania.
- 22 de enero de 2006 al 10 de noviembre de 2019: Evo Morales, presidente de Bolivia, primer amerindio en ocupar el cargo.
- 3 de junio de 2006: Montenegro se independiza de Serbia.
- 11 de marzo de 2006 al 11 de marzo de 2010: Michelle Bachelet, primera mujer presidenta de Chile; volvería a serlo en un segundo mandato no consecutivo de 2014 a 2018.
- 30 de diciembre de 2006: Ejecución del dictador iraquí Saddam Hussein en la horca.
- 1 de enero de 2007: Incorporación de Rumanía y Bulgaria a la Unión Europea.
- Ampliación de la eurozona con el ingreso de Eslovenia (2007), Chipre y Malta (2008) y Eslovaquia (2009).
- 8 de mayo de 2007: Gobierno de unidad nacional (unionistas británicos y republicanos irlandeses) en Irlanda del Norte.
- 10 de diciembre de 2007 al 10 de diciembre de 2015: Cristina Fernández de Kirchner es electa presidenta de la República Argentina, convirtiéndose así en la primera mujer en ocupar el poder ejecutivo por voluntad popular.
- 2007: Crisis hipotecaria en los Estados Unidos.
- 17 de febrero de 2008: Independencia de Kosovo.
- 2008: Inicio de la crisis económica y financiera mundial.
- 2008: Quiebra del banco de inversión estadounidense Lehman Brothers.
- 7 de mayo de 2008 al 7 de mayo de 2012: Dmitri Medvédev, presidente de Rusia.
- 20 de enero de 2009 al 20 de enero de 2017: Barack Obama, primer afroestadounidense en ser presidente de los Estados Unidos.

#### Años 2010
- Grecia, Irlanda (en 2010) y Portugal (en 2011) solicitan un rescate europeo para evitar la bancarrota.
- Ampliación de la eurozona con el ingreso de Estonia (2011), Letonia (2014) y Lituania (2015).
- 1 de enero de 2011 al 31 de agosto de 2016: Dilma Rousseff, primera mujer elegida presidenta de Brasil.
- 2 de mayo de 2011: El Ejército estadounidense asesina al líder de la organización terrorista Al Qaeda Osama bin Laden.
- 2011: Movimiento 15-M o de «los Indignados» en España.
- 9 de julio de 2011: Sudán del Sur declara su independencia.
- 20 de octubre de 2011: La organización terrorista ETA abandona la lucha armada.
- 2011: La Unión Europea aprueba una mayor convergencia económica (no aceptada por el Reino Unido).
- 7 de mayo de 2012: Vladímir Putin, presidente de Rusia.
- 28 de febrero de 2013: El Papa Benedicto XVI renuncia a su cargo. El cónclave reunido para sustituirlo elige a Francisco I, primer Papa americano.
- 5 de marzo de 2013: Fallece el presidente de Venezuela, Hugo Chávez.
- 14 de marzo de 2013: Xi Jinping, presidente de China.
- 1 de julio de 2013: Croacia ingresa en la Unión Europea.
- 2013: Revelación de que los servicios estadounidenses (NSA) habían establecido un programa de vigilancia electrónica en todo el mundo, lo que provocó una crisis de confianza entre los Estados Unidos y los países y líderes aliados.
- 2013: Manifestaciones en Ucrania tras la decisión del gobierno de no firmar un acuerdo con la UE.
- 2014: Triunfo de la revolución Euromaidán en Ucrania.
- 2014: Anexión de Crimea y Sebastopol a Rusia.
- 2 de junio de 2014: Abdicación de Juan Carlos I y proclamación de Felipe VI como rey de España (19 de junio).
- 2014: China se convierte en la primera potencia económica mundial.
- 2014: Se vuelven a restablecer relaciones diplomáticas entre los Estados Unidos y Cuba.
- 2015: El Tribunal Supremo de los Estados Unidos aprueba el matrimonio entre personas del mismo sexo en toda la nación.
- 2015: Crisis de los refugiados. La guerra civil siria provoca una avalancha de refugiados en las fronteras europeas.
- 2015: La oposición en Venezuela obtiene mayoría en la Asamblea Nacional después de quince años de mayoría chavista.
- 10 de diciembre de 2015 al 10 de diciembre de 2019: Mauricio Macri, presidente de la República Argentina.
- 23 de junio de 2016: Victoria del Brexit. Reino Unido decide en referéndum su salida de la Unión Europea.
- 13 de julio de 2016 al 24 de julio de 2019: Theresa May, segunda mujer en ser primera ministra del Reino Unido.
- 15 de julio de 2016: Fracasa un intento de golpe de Estado en Turquía.
- 2016: Se firma acuerdo de paz entre el Gobierno de Colombia y la guerrilla de las FARC, terminando así medio siglo de conflicto armado.
- 2016: Crisis de los refugiados rohinyás en Birmania y Bangladés.
- 20 de enero de 2017 al 20 de enero de 2021: El republicano Donald Trump, presidente de los Estados Unidos.
- 14 de mayo de 2017: Emmanuel Macron, presidente de Francia.
- 2017: Protestas en Venezuela en contra del presidente Nicolás Maduro, originadas por la crisis institucional, social y económica.
- 1 de octubre de 2017: Intento de independencia de Cataluña mediante un referéndum de autodeterminación.
- 11 de marzo de 2018 al 11 de marzo de 2022: Sebastián Piñera, presidente de Chile en un segundo mandato no consecutivo.
- 14 de abril de 2018: Estados Unidos, Reino Unido y Francia bombardean las ciudades sirias de Damasco y Homs.
- 12 de junio de 2018: Cumbre entre el presidente estadounidense Donald Trump y el dictador norcoreano Kim Jong-un.
- 2018: Acuerdo entre los gobiernos macedonio y griego para que el país pase a llamarse República de Macedonia del Norte.
- 1 de diciembre de 2018-30 de septiembre de 2024: Andrés Manuel López Obrador, presidente de México.
- 2018: Movimiento de los chalecos amarillos en Francia.
- 2018: Protestas en Nicaragua.
- 1 de enero de 2019 al 31 de diciembre de 2022: Jair Bolsonaro, presidente de Brasil.
- 23 de enero de 2019: Juan Guaidó se juramenta como presidente de Venezuela; Levantamiento fallido contra Nicolás Maduro.
- 2019: Julian Assange pierde el asilo político de la embajada de Ecuador en Londres y es detenido.
- 2019: Estallido social en Chile; el presidente Piñera decreta un plebiscito para 2020 con el fin de redactar una nueva Constitución.
- 30 de septiembre de 2019: El presidente de Perú, Martín Vizcarra disuelve constitucionalmente el Congreso de la República por primera vez en la historia del país.
- 10 de noviembre de 2019: Dimisión de Evo Morales acorralado por «la Revolución de las Pititas» y las denuncias de presunto fraude en las elecciones presidenciales de Bolivia.
- 31 de diciembre de 2019: Primer brote de COVID-19 en la ciudad de Wuhan, China.
- Principal referencia:[4]

#### Años 2020
- Ampliación de la eurozona con el ingreso de Croacia (2023), Bulgaria (2026) (...).
- 3 de enero de 2020: Asesinato de Qaseim Soleimani por parte de los Estados Unidos.
- 1 de febrero de 2020: Reino Unido abandona la Unión Europea.
- 1 de marzo de 2020: Luis Alberto Lacalle Pou, presidente del Uruguay; final de 15 años de gobiernos del Frente Amplio.
- 2020-2023: Pandemia y crisis global del coronavirus.
  - En la ciudad china de Wuhan —que estuvo en confinamiento obligatorio 76 días por orden del gobierno chino— comienza la pandemia de coronavirus —COVID-19—.
  - A finales de enero de 2020, la pandemia de COVID-19 se extendió al resto del mundo y Europa se convirtió en el centro de pandemia a principios de marzo.
  - Italia colocó a toda su población en cuarentena. Le siguieron España (14 de marzo) y la mayor parte de Europa.
  - Confinamiento de poblaciones enteras en cuarentena y cierre de fronteras; cancelación de todos los eventos culturales y deportivos a escala mundial; el mundo sufrió la muerte de más de cinco millones de personas (a 2021).
  - 5 de mayo de 2023: la Organización Mundial de la Salud (OMS) levanta la emergencia sanitaria sobre la pandemia del COVID-19.
- 2020: El asesinato del ciudadano afroestadounidense George Floyd por parte de un policía de Mineápolis provocan protestas y disturbios en los Estados Unidos.
- 6 de enero de 2021: Seguidores de Donald Trump asaltan el Capitolio de Washington.
- 20 de enero de 2021 al 20 de enero de 2025: Joe Biden, presidente de los Estados Unidos; Kamala Harris —afroestadounidense—, primera mujer vicepresidenta.
- 2021: Protestas en Cuba y Paro Nacional en Colombia.
- 2021: Pedro Castillo, presidente del Perú (2021-2022) y Guillermo Lasso, presidente del Ecuador (2021-2023).
- 2021: Barbados se convierte en una república.
- 15 de agosto de 2021: Ofensiva talibán en Afganistán; toma de Kabul y retorno al poder de los talibanes 20 años después.
- 8 de diciembre de 2021: El socialdemócrata Olaf Scholz, canciller de Alemania —final de la «era Merkel» tras 16 años—.
- 11 de marzo de 2022: Gabriel Boric, presidente de Chile.
- 2022: Brote de viruela del mono.
- 7 de agosto de 2022: Gustavo Petro, presidente de Colombia.
- 8 de septiembre de 2022: Fallece Isabel II del Reino Unido a los 96 años de edad, tras haber sido 70 años reina de Inglaterra.
- 2022: Anexión de Donetsk, Lugansk, Jersón y Zaporiyia a Rusia.
- 2022: Protestas de mujeres contra el régimen islámico iraní por el asesinato de Mahsa Amini.
- 7 de diciembre de 2022: Intento de autogolpe de Estado de Perú: Concluye con la detención de Pedro Castillo y la posesión de Dina Boluarte como sucesora, siendo la primera presidenta en la historia del Perú.
- 8 de enero de 2023: Manifestantes simpatizantes del expresidente brasileño Jair Bolsonaro irrumpen en la plaza de los Tres Poderes, Congreso de Brasil y la Corte Suprema de Brasil en la capital Brasilia.
- 19 de enero del 2023: Toma de Lima.
- 4 de abril del 2023: La OTAN acepta oficialmente a Finlandia como su miembro número 31, expandiendo la frontera de la alianza militar contra Rusia.
- 6 de mayo de 2023: Coronación de Carlos III del Reino Unido y Camila, siendo la 40° coronación en la historia británica y el primero en el presente siglo.
- 10 de diciembre de 2023: Javier Milei asume como presidente de la República Argentina, tras ganar ganar en segunda vuelta el 19 de noviembre del 2023.
- 14 de enero de 2024: Federico X, rey de Dinamarca tras la abdicación de su madre, la reina Margarita II.
- 7 de marzo de 2024: Suecia se convierte en el estado miembro número 32 de la OTAN.
- 4 de abril de 2024: Irrupcción a la embajada de México en Ecuador.
- 5 de julio de 2024: Regreso de los laboristas al 10 de Downing Street tras catorce años, Keir Starmer, primer ministro del Reino Unido.
- 13 de julio de 2024: Intento de asesinato de Donald Trump en Pensilvania.
- 15 de septiembre de 2024: Segundo intento de asesinato de Donald Trump en Florida.
- 1 de octubre de 2024-(...): Claudia Sheinbaum, primera mujer presidenta de México.
- 3 de diciembre de 2024: El gobierno de Corea del Sur declaró la ley marcial.
- 20 de enero de 2025-(...): El republicano Donald Trump, 47 presidente de los Estados Unidos.
- 28 de febrero de 2025: Discusión entre Donald Trump y Volodímir Zelenski en el Despacho Oval.
- 8 de mayo de 2025: León XIV, primer Papa estadounidense y peruano.

### Ciencia, tecnología y medicina

#### Años 2000

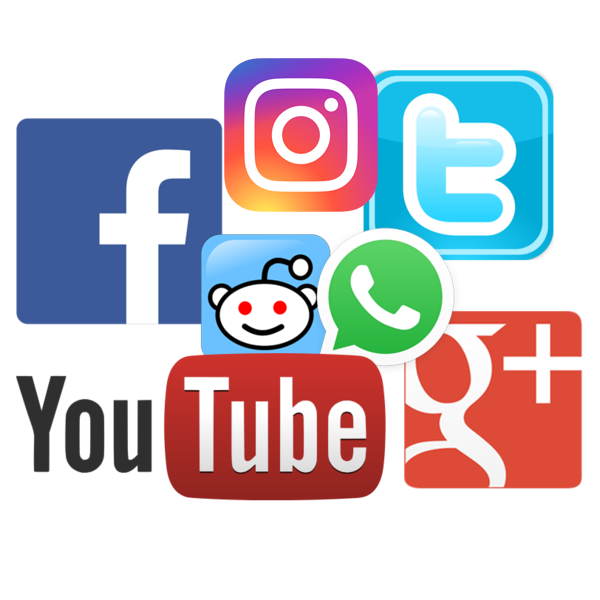

- 4 de marzo de 2000: Lanzamiento de PlayStation 2
- 15 de enero de 2001: Nacimiento de la página web Wikipedia que plantaría cara a las enciclopedias comerciales de papel y a Encarta.
- 2001: Lanzamientos de GameCube (14 de septiembre) y de Xbox (15 de noviembre).
- 2001: desciframiento del Genoma humano.
- 2002: Publicación de los estándares USB 2.0 y SATA.
- 2002: eMule se convierte en el rey del P2P en ese año.
- 14 de marzo de 2002: SpaceX
- 2004: la sonda Mars Express detecta la presencia de agua helada en los polos de Marte.
- 4 de febrero de 2004: Facebook, la red social más importante y usada del mundo y la segunda página web más visitada a nivel mundial en la siguiente década.
- 1 de abril de 2004: Se crea Gmail.
- 2004: Lanzamientos de Nintendo DS (17 de noviembre) y PSP (12 de diciembre).
- 14 de febrero de 2005: Creación de la página Web de vídeos en línea, YouTube.
- 22 de noviembre de 2005: Lanzamiento de Xbox 360.
- 2005: Blu-ray (Sony, Philips, Blu-ray Disc Association).
- 2006: primer trasplante parcial de un rostro humano.
- 21 de marzo de 2006: Twitter.
- 2006: Lanzamientos de PlayStation 3 (11 de noviembre) y Wii (19 de noviembre).
- 2007: primer teléfono inteligente: iPhone (Apple).
- 2008: la CERN pone en marcha el mayor acelerador de partículas del mundo (LHC).
- 23 de septiembre de 2008: Sistema operativo Android.
- 2009: Discos SSD.
- 2009: SpaceX se convierte en la primera agencia espacial privada en alcanzar la órbita.
- 22 de enero de 2009: WhatsApp.

#### Años 2010

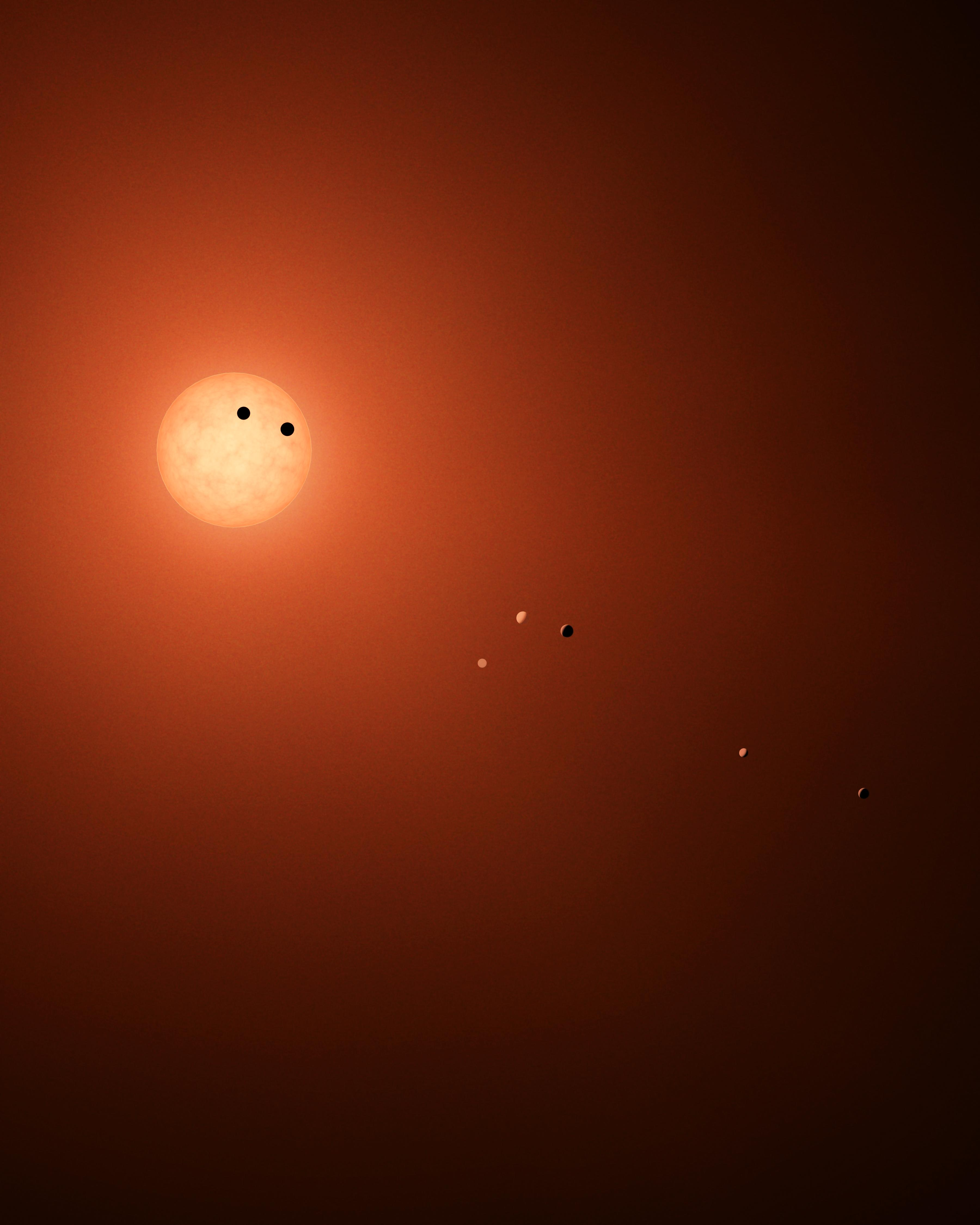
El descubrimiento de exoplanetas es uno de los objetivos más importantes de la astronomía moderna.

- Predominio mundial de las redes sociales en Internet.
- 2010: Comercialización de la Televisión 3D.
- 2010: Anuncio de iPad (Apple).
- 6 de octubre de 2010: Instagram.
- 26 de febrero de 2011: Nintendo 3DS.
- 28 de junio de 2011: Creación de la red social Google+.
- 2011: Siri (Apple).
- 2012: La CERN anuncia que ha descubierto la partícula del bosón de Higgs.
- 19 de enero de 2012: El FBI cierra Megaupload.
- 6 de agosto de 2012: El astromóvil Curiosity llega a Marte.
- 14 de octubre de 2012: Felix Baumgartner se convierte en el primer humano en romper la barrera del sonido en una caída libre desde 39 000 metros de altura.
- 18 de noviembre de 2012: Wii U (Nintendo).
- 2013: La ESA presenta una imagen integral del Universo Planck (satélite).
- 2013: Se realiza la primera implantación de un corazón artificial en un ser humano en el Hospital Georges Pompidou de París.
- 2013: Blockchain.com.
- 14 de agosto de 2013: Creación de la aplicación de mensajería Telegram.
- 15 de noviembre de 2013: Lanzamiento de PlayStation 4
- 22 de noviembre de 2013: Lanzamiento de Xbox One
- 19 de diciembre de 2013: Gaia.
- 2014-2015: Sonda Rosetta orbita el cometa 67P/Churiumov-Guerasimenko.
- 2016: TikTok.
- 22 de febrero de 2017: Descubrimiento del sistema de la estrella TRAPPIST-1.
- 3 de marzo de 2017: Nintendo Switch.
- 19 de octubre de 2017: Descubrimiento del primer asteroide interestelar Oumuamua.
- 2017: WannaCry: un ciberataque global golpea sistemas informáticos en más de 100 países.
- 2018: Descubierta la vulnerabilidad Meltdown en los microprocesadores.
- 2018: Los patinetes electrónicos empiezan a rodar por las calles de España.
- 7 de diciembre de 2018: Chang'e 4.
- 10 de abril de 2019: Primera imagen real de un agujero negro.

#### Años 2020
- 2020: Astrónomos de Europa y los Estados Unidos hallan posibles indicios de vida en Venus.
- 2020: Lanzamientos de Xbox Series X/S (10 de noviembre) y PlayStation 5 (12 de noviembre).
- 31 de diciembre de 2020: Adobe Flash es descontinuado.
- 2020: Se comercializa el vuelo espacial tripulado por la cápsula Crew Dragon de SpaceX.
- 2021: Perseverance (rover).
- 5 de octubre de 2021: Windows 11.
- 25 de diciembre de 2021: James Webb (telescopio espacial).
- 30 de noviembre de 2022: ChatGPT
- 2024: Willis Gibson se convierte en la primera persona en completar el videojuego Tetris.

### Guerras, conflictos y atentados terroristas

#### Años 2000
- 11 de septiembre de 2001: Ataques terroristas de Al Qaeda contra las Torres Gemelas de Nueva York y el Pentágono de Washington que dejó el saldo de casi 3000 personas asesinadas —Fue el atentado terrorista más grave de la historia hasta la fecha—.
- 2001: Guerra de Afganistán. La intervención militar estadounidense y británica provoca el derrocamiento del régimen talibán.
- 2001-...: Inicio de la Guerra contra el terrorismo.
- 2003: Guerra de Irak.
- 11 de marzo de 2004: Asesinadas 192 personas en un atentado yihadista en varios trenes de cercanías en Madrid (11-M).
- 2004: Masacre de la escuela de Beslán.
- 2004: Revolución Naranja en Ucrania.
- 7 de julio de 2005: Atentados yihadistas de Al Qaeda en Londres.
- 11 de julio de 2006: Matanza terrorista del 11-J en varios trenes de Bombai (India).
- 2006: Ofensiva militar israelí en el Líbano; respuesta del grupo terrorista Hezbolá sobre el norte de Israel.
- 11 de diciembre de 2006: Inicio de la Guerra contra el narcotráfico en México —Vigente en la actualidad—.

#### Años 2010
- 2010: Empieza en Túnez la Primavera Árabe, que se extenderá a Egipto, Libia, Siria y Yemen.
- 2011: Intervención militar aérea de Occidente en Libia como respuesta a una sangrienta represión al movimiento contestatario contra el dictador Muamar Gadafi (que acabó ejecutado en Sirte en octubre).
- 2011: Guerra Civil de Siria.
- 2014: Guerra civil en el este de Ucrania (Donbass) entre activistas prorrusos contra el ejército ucraniano.
- 2014: Creación del Estado Islámico en zonas geográficas de Siria e Irak.
- 2014: Atentado en la estación de metro “Escuela Militar” en Santiago de Chile.
- 2015-2016: Atentados yihadistas en Europa:
  - 2015: Un atentado yihadista contra el seminario satírico Charlie Hebdo provoca la muerte de 12 personas. En dos atentados más en París fueron asesinadas cinco personas.
  - 2015: Una cadena de atentados perpetrados por el grupo terrorista Estado Islámico en diversos puntos de la ciudad de París provocaron la muerte de 130 personas.
  - 2016: Atentados de Bruselas.
  - 2016: Un atropello indiscriminado de un terrorista del Estado Islámico provoca la muerte de 85 personas en el paseo de los Ingleses en Niza (Francia).
  - 2016: Asesinadas 12 personas en un atropello indiscriminado de un «lobo solitario» del Estado Islámico en un mercadillo navideño en Berlín (Alemania).
- 2016: Masacre de la discoteca Pulse de Orlando.
- 2016: Atentado del Aeropuerto Internacional Atatürk.
- 2017: Escalada terrorista del Estado Islámico en Europa: 
  - Reino Unido: Londres sufrió dos atentados yihadistas en los días 22 de marzo y 3 de junio. Asesinadas 22 personas en un atentado suicida en el Mánchester Arena.
  - Suecia: Atentado yihadista en Estocolmo (7 de abril).
  - España: Atentados en Barcelona y Cambrils (días 17 y 18 de agosto).
- 17 de enero de 2019: Asesinadas 21 personas en la Escuela General Santander de Bogotá (Colombia).

#### Años 2020
- 2020: Guerra del Alto Karabaj.
- 2 de noviembre de 2020: Atentado yihadista en Viena (Austria).
- 2022-...: Guerra de Rusia y Ucrania.
- 27 de marzo de 2022: Inicio de la Guerra contra las pandillas en El Salvador —Vigente en la actualidad—.
- 2023: Rebelión del Grupo Wagner contra Vladímir Putin.
- 7 de octubre de 2023: Matanza terrorista de Hamás en el sur de Israel.
- 2023-...: Guerra Israel-Gaza
- 2024: Asesinadas 103 personas en unos atentados en Kermán (Irán).
- 1 de enero de 2024: el estado de Nagorno Karabaj deja de existir y es anexado por Azerbaiyán tras la invasión.
- 22 de marzo de 2024: Atentado yihadista en Moscú.
- 13 de abril de 2024: Irán ataca a Israel.
- 1 de octubre de 2024-(...): Israel Invade el Líbano.
- 1 de octubre de 2024: Irán ataca a Israel con misiles balísticos.
- 8 de diciembre de 2024: Los rebeldes proclaman la captura de Damasco. Bachar Al Asad huye a Rusia, lo que sentencia la caída del régimen sirio.
- 20 de diciembre de 2024: Asesinadas 5 personas en un atentado yihadista en un mercado navideño en Magdeburgo.
- 1 de enero de 2025: Ataque con camión en Nueva Orleans de 2025
- 13 de junio-24 de junio de 2025: Guerra de los doce días entre Israel e Irán.

### Desastres naturales

#### Años 2000
- 2001: Terremotos en El Salvador.

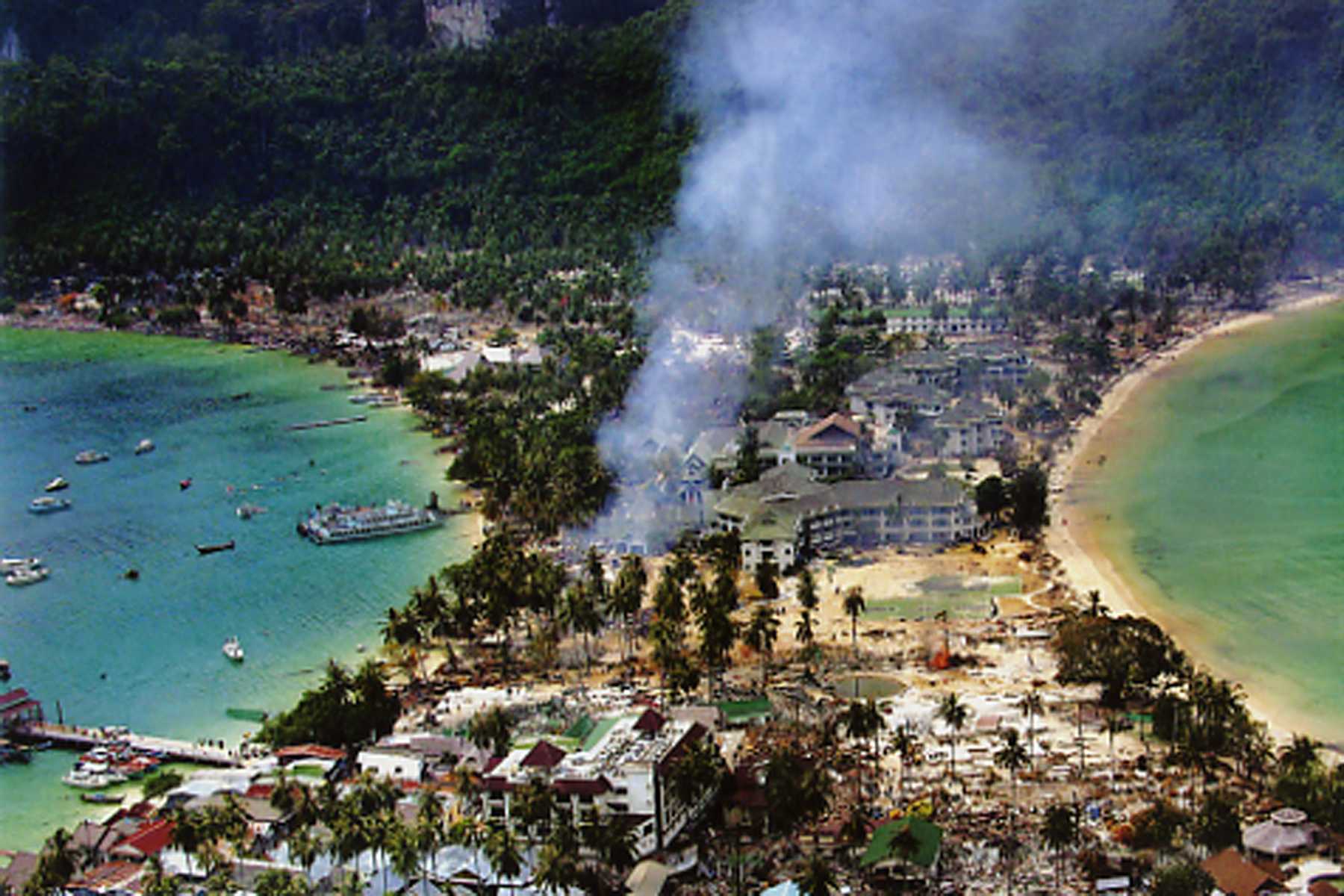
El archipielago tailandés Phi Phi, asolado tras el tsunami.

- 2002: El petrolero Prestige se hunde frente a las costas gallegas (España), provocando una catástrofe ecológica de gran magnitud.
- 2003: Devastador terremoto en Bam (Irán).
- 2003: Fuerte terremoto en el estado de Colima (México).
- 26 de diciembre de 2004: Un terremoto y tsunami en Sumatra-Andamán, Indonesia devasta el sureste asiático y provoca más de 280 000 muertos siendo la mayor tragedia natural de todo el siglo XXI.
- 2005: Huracán Katrina
- 8 de octubre de 2005: Un terremoto devasta la ciudad paquistaní de Cachemira y provoca más de 80 000 muertos.
- 15 de agosto de 2007: Un terremoto azota la zona sur del Perú, dejando alrededor de 595 fallecidos y la ciudad de Pisco destruida.
- 12 de mayo de 2008: Un terremoto asola la ciudad china de Sichuan, en donde perdieron la vida más de 70 000 personas.
- 6 de abril de 2009: Terremoto en la ciudad italiana L'Aquila: 300 personas fallecidas.

#### Años 2010
- 12 de enero de 2010: Un terremoto en Haití de magnitud 7.0 'MW', devastó el país y provocó la muerte de más de 250 000 personas y una catástrofe humanitaria.
- 27 de febrero de 2010: Un terremoto en Chile de magnitud 8.8 afecta a la zona centro del país, causando graves daños estructurales y pérdidas humanas, más tarde acompañase de un gran tsunami, afectando gran parte de las zonas costeras, este es el sismo más grande registrado en Chile desde el gran terremoto de 1960 y es el terremoto más fuerte registrado en el continente americano en el siglo XXI.
- 11 de marzo de 2011: Un terremoto de magnitud 9.1 'MW', al que le siguió un tsunami, devasta el nordeste de Japón y provocó la muerte de más de 19 000 personas. Además, los efectos del tsunami provocaron un accidente en la central nuclear de Fukushima y la peor crisis nuclear desde 1986.
- 2012: El huracán Sandy deja decenas de muertos a su paso por los Estados Unidos, siendo Nueva York el estado más afectado.
- 2013: En Filipinas, el tifón Haiyan provoca la muerte de más de 6000 personas.
- 25 de abril de 2015: Un terremoto de magnitud 7.8 'MW' se registra en Nepal, dejando más de 8000 fallecidos.
- 16 de abril de 2016: Terremoto de Ecuador. Se produce un movimiento telúrico, de magnitud 7,8 Mw a las (18:58 hora local). El sismo deja 675 personas fallecidas y cuantiosos daños materiales.
- 7 de septiembre de 2017: Un terremoto de 8.2 Mw se registra en México a las (23:49:18 hora local). El sismo deja un saldo de al menos 102 personas muertas, 900 personas heridas y más de 110 000 inmuebles dañados en los estados de Chiapas, Oaxaca y Tabasco. En la Ciudad de México y los estados donde fue sentido se reportaron daños de graves a menores y no se reportaron perdidas humanas o heridos.
- 19 de septiembre de 2017: Se registra un nuevo terremoto de 7,1 Mw con epicentro en Chiautla de Tapia, Puebla, México a las (13:14:40 hora local). Este sismo deja un saldo de al menos 370 personas muertas, 3289 personas heridas, severos daños en la Ciudad de México siendo Álvaro Obregón, Gustavo A. Madero Benito Juárez, Iztapalapa, Xochimilco, Coyoacán y Cuauhtémoc de las delegaciones más afectadas y severos daños en el Estado de México, Puebla, Morelos, Guerrero, Tlaxcala, Veracruz, Hidalgo, Michoacán y en Oaxaca.
- 2017: Huracanes Harvey, Irma y María dejan daños récords en el Caribe, Texas, Miami y Puerto Rico.

#### Años 2020
- 14 de agosto de 2021: Un fuerte terremoto sacudió Haití.
- 7 de septiembre de 2021: En México, a las 20:47:46, hora local, se registra un terremoto de 7.1 Mw con epicentro en la ciudad de Acapulco, en el estado de Guerrero, siendo la segunda vez que vuelve a ocurrir un terremoto en dicha fecha, luego de 4 años después del ocurrido en 2017.
- 2021: Erupción volcánica en La Palma (Islas Canarias, España).
- 2022: Erupción del Hunga Tonga en Tonga.
- 19 de septiembre de 2022: En México a las 13:05:07, hora local, ocurre un terremoto de 7.7 Mw con epicentro en el municipio de Coalcomán de Vázquez Pallares, en el estado de Michoacán, siendo la tercera vez que vuelve a ocurrir un terremoto en dicha fecha, luego de 37 años después del ocurrido en 1985 y 5 años después del ocurrido en 2017.
- 22 de septiembre de 2022: A la 01:16:09, hora local, se registra un nuevo sismo de 6.9 Mw con epicentro en el municipio de Coalcomán de Vázquez Pallares, en el estado de Michoacán, México, es considerada la réplica más fuerte del terremoto del pasado 19 de septiembre.
- 6 de febrero de 2023: Fuerte sismo en Turquía y Siria.
- 8 de septiembre de 2023: Terremoto de Marrakech-Safí en Marruecos.
- 2023: Huracán Otis en Acapulco (México).
- 1 de enero de 2024: Terremoto de la península de Noto en Japón.
- 2024: Incendios forestales en Chile.
- 2024: Inundaciones en el estado brasileño de Río Grande del Sur.
- 3 de abril de 2024: Terremoto en Taiwán.
- 29 de octubre de 2024: Gota fría de 2024 en España

### Desastres provocados por el ser humano

#### Años 2000
- 27 de julio de 2002: Desastre de Leópolis.
- 1 de febrero de 2003: Accidente del transbordador espacial Columbia.
- 18 de febrero de 2003: Asesinadas 192 personas por un incendio provocado por un psicópata en el Metro de Daegu (Corea del Sur).
- 30 de diciembre de 2004: Tragedia de Cromañón.
- 3 de julio de 2006: 43 fallecidos en un accidente en el Metro de Valencia (España).
- 20 de agosto de 2008: Fallecen en Madrid 154 personas en el peor accidente aéreo en Europa desde 1988.
- 1 de junio de 2009: Fallecen 228 personas tras desaparecer un Airbus de Air France sobre el océano Atlántico.
- 5 de junio de 2009: Incendio de la Guardería ABC.

#### Años 2010
- 10 de abril de 2010: Mueren el presidente de Polonia: Lech Kaczynski y todos sus demás miembros de viaje en un accidente aéreo.
- 13 de enero de 2012: Hundimiento del Costa Concordia.
- 1 de noviembre de 2012: Tragedia en el Madrid Arena (España).
- 27 de enero de 2013: En Santa María (Brasil) fallecen 239 personas en el incendio de una discoteca.
- 24 de julio de 2013: Accidente ferroviario en Santiago de Compostela (España) donde fallecen 79 personas.
- 8 de marzo de 2014: Desaparición del vuelo 370 de Malaysia Airlines.
- 17 de julio de 2014: Derribo del vuelo 17 también de Malaysia Airlines.
- 26 al 27 de septiembre de 2014: Cadena de episodios de violencia ocurridos en Iguala, México.
- 24 de marzo de 2015: Mueren los 150 ocupantes de un Airbus A320 de la compañía Germanwings al estrellarse de manera intencionada por su piloto en los Alpes Haute Provence (Francia).
- 4 de mayo de 2015: Choque de 2 trenes en la estación Oceanía de la Línea 5 del Metro de la Ciudad de México.
- 28 de noviembre de 2016: Accidente aéreo del equipo de fútbol brasileño Chapecoense en el que fallecieron 71 de los 77 pasajeros.
- 1 de octubre de 2017: Tiroteo de Las Vegas de 2017.
- 14 de febrero de 2018: Un exalumno perpetra un tiroteo y asesina a 17 personas en un Instituto en Parkland (Florida).
- 14 de agosto de 2018: Fallecen 43 personas al derrumbarse un tramo del puente Morandi en Génova (Italia).
- 18 de enero de 2019: Explosión de un oleoducto de Pemex en Tlahuelipan, Hidalgo, México, deja un saldo de 137 personas muertas.
- 15 de abril de 2019: Incendio en la catedral de Notre Dame de París, aunque no se conoce con certeza el origen del desastre.
- 2019: Ataque incendiario contra Kyoto Animation.
- 2019: Tiroteo en El Paso, Texas.

#### Años 2020
- 10 de marzo de 2020: Choque de 2 trenes en la estación Tacubaya de la Línea 1 del Metro de la Ciudad de México.
- 4 de agosto de 2020: Explosión en Beirut capital del Líbano. Las explosiones masivas de Beirut dejarón al menos 220 muertos, 7000 heridos y varios desaparecidos.
- 9 de enero de 2021: Incendio en el Puesto Central de Control I del Metro de la Ciudad de México.
- 3 de mayo de 2021: Desplome del tramo elevado de la Línea 12 del Metro de la Ciudad de México.
- 7 de enero de 2023: Choque de trenes entre las estaciones Potrero y La Raza de la Línea 3 del Metro de la Ciudad de México.
- 3 de febrero de 2023: Accidente ferroviario en Ohio (Estados Unidos).
- 18 de junio de 2023: Un submarino llamado Titán, fabricado por la empresa OceanGate, implosiona cerca de la costa de la Isla de Terranova en Canadá, mientras se hacía una búsqueda de los restos del Titanic, los 5 miembros de la tripulación mueren.
- 26 de marzo de 2024: Derrumbe del puente Francis Scott Key en Maryland (Estados Unidos).

### Arquitectura

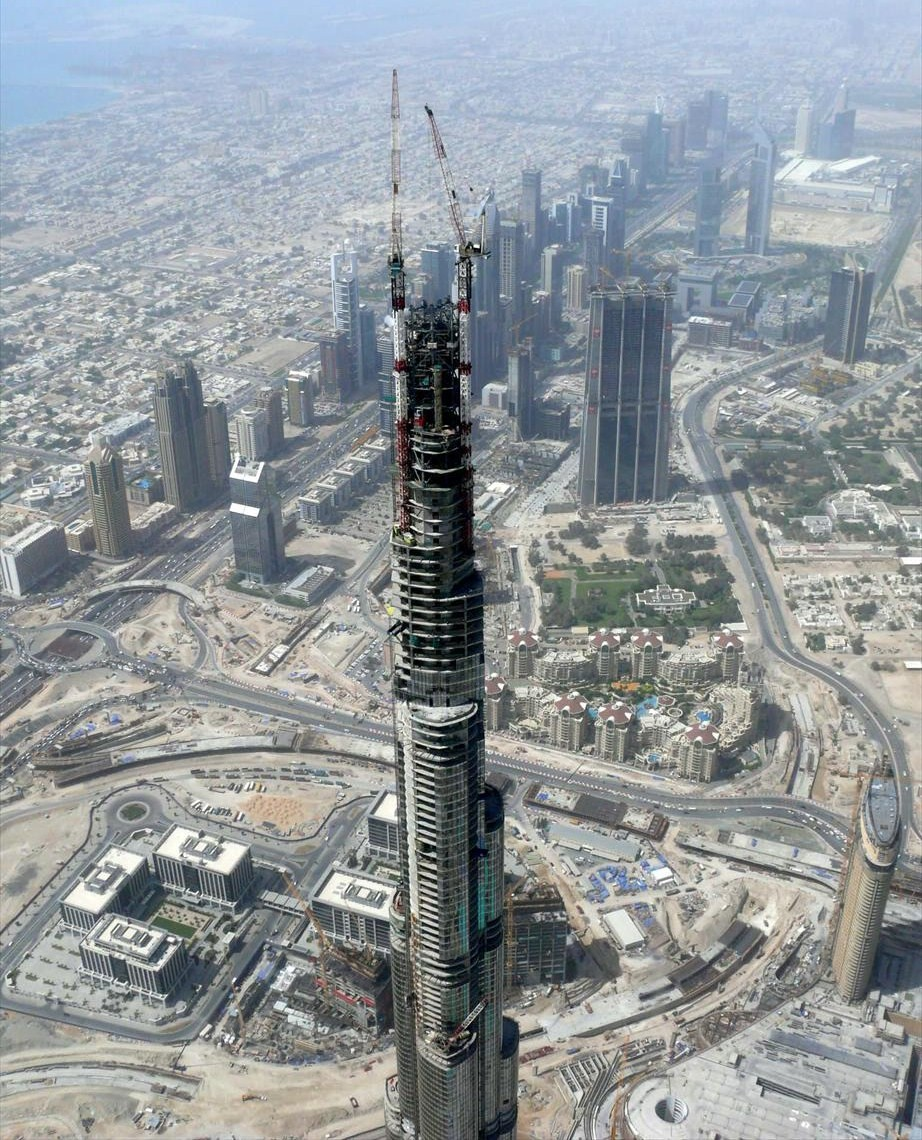
El Burj Khalifa (828 metros de altura) durante su construcción, el edificio más alto del mundo desde 2010.

- Jeddah Tower (2029), con 1008 m, en Yeda (Arabia Saudita).
- Burj Khalifa (2010), con 828 m, en Dubái (Emiratos Árabes Unidos).
- Tokyo Skytree (2012), con 634 m, es una antena de telecomunicaciones ubicada en Tokio (Japón).
- Torre de Shanghái (2015), con 632 m, en Shanghái (China).
- Abraj Al-Bait (2012), con 601 m, en La Meca (Arabia Saudita).
- Torre de televisión de Cantón (2010), con 600 m, en Guangzhou (China).
- One World Trade Center (2014), con 546 m, en Nueva York (Estados Unidos).
- Chow Tai Fook Centre (2016), con 530 m, en Guangzhou (China).
- Taipei 101 (2004), con 508 m, en Taipéi (Taiwán).
- Shanghai World Financial Center (2008), con 492 m, en Shanghái (China).
- International Commerce Centre (2010), con 484 m, en Hong Kong (China).
- Puente Runyang (2005).
- Puente Xihoumen (2009).

### Cultura
- Exposiciones internacionales de Aichi 2005 y de Zaragoza 2008.
- Exposición Universal de Shanghái de 2010.

### Deportes
Distintos eventos deportivos de alcance internacional se han desarrollado durante este Siglo.

#### Juegos Olímpicos
- 2000: Celebración de la XXVII edición de los Juegos Olímpicos y de la XI edición de los Juegos Paralímpicos en Sídney .
- 2004: Celebración de la XXVIII edición de los Juegos Olímpicos y de la XII edición de los Juegos Paralímpicos en Atenas .
- 2008: Celebración de la XXIX edición de los Juegos Olímpicos y de la XIII edición de los Juegos Paralímpicos en Pekín .
- 2012: Celebración de la XXX edición de los Juegos Olímpicos y de la XIV edición de los Juegos Paralímpicos en Londres .
- 2016: Celebración de la XXXI edición de los Juegos Olímpicos y de la XV edición de los Juegos Paralímpicos en Río de Janeiro .
- 2021: Celebración de la XXXII edición de los Juegos Olímpicos y de la XVI edición de los Juegos Paralímpicos en Tokio .
- 2024: Celebración de la XXXIII edición de los Juegos Olímpicos y de la XVII edición de los Juegos Paralímpicos en París .
- 2028: Se celebrará la XXXIV edición de los Juegos Olímpicos y de la XVIII edición de los Juegos Paralímpicos en Los Ángeles .
- 2032: Se celebrará la XXXV edición de los Juegos Olímpicos y de la XIX edición de los Juegos Paralímpicos en Brisbane .

#### Juegos Olímpicos de Invierno
- 2002: Celebración de la XIX edición de los Juegos Olímpicos de Invierno y de la VIII edición de los Juegos Paralímpicos de Invierno en Salt Lake City .
- 2006: Celebración de la XX edición de los Juegos Olímpicos de Invierno de la IX edición de los Juegos Paralímpicos de Invierno en Turín .
- 2010: Celebración de la XXI edición de los Juegos Olímpicos de Invierno y de la X edición de los Juegos Paralímpicos de Invierno en Vancouver .
- 2014: Celebración de la XXII edición de los Juegos Olímpicos de Invierno y de la XI edición de los Juegos Paralímpicos de Invierno en Sochi .
- 2018: Celebración de la XXIII edición de los Juegos Olímpicos de Invierno y de la XII edición de los Juegos Paralímpicos de Invierno en Pieonchang .
- 2022: Celebración de la XXIV edición de los Juegos Olímpicos de Invierno y de la XIII edición de los Juegos Paralímpicos de Invierno en Pekín .
- 2026: Se celebrará la XXV edición de los Juegos Olímpicos de Invierno y de la XIV edición de los Juegos Paralímpicos de Invierno en Milán y Cortina d'Ampezzo .
- 2030: Se celebrará la XXVI edición de los Juegos Olímpicos de Invierno y de la XV edición de los Juegos Paralímpicos de Invierno en los Alpes Franceses .
- 2034: Se celebrará la XXVII edición de los Juegos Olímpicos de Invierno y de la XVI edición de los Juegos Paralímpicos de Invierno en Salt Lake City .

#### Copa Mundial de la FIFA
- 2002: Mundial de Japón y Corea del Sur
  - Selección campeona:
- 2006: Mundial de Alemania
  - Selección campeona:
- 2010: Mundial de Sudáfrica
  - Selección campeona:
- 2014: Mundial de Brasil
  - Selección campeona:
- 2018: Mundial de Rusia
  - Selección campeona:
- 2022: Mundial de Catar
  - Selección campeona:
- 2026: Mundial de Canadá, Estados Unidos y México
  - Selección campeona:
- 2030: Mundial Centenario
  - Selección campeona:
- 2034: Mundial de Arabia Saudita
  - Selección campeona:

#### Copa Mundial de la FIFA femenina
- 2003: Mundial de Estados Unidos
  - Selección campeona:
- 2007: Mundial de China
  - Selección campeona:
- 2011: Mundial de Alemania
  - Selección campeona:
- 2015: Mundial de Canadá
  - Selección campeona:
- 2019: Mundial de Francia
  - Selección campeona:
- 2023: Mundial de Australia y Nueva Zelanda
  - Selección campeona:
- 2027: Mundial de Brasil
  - Selección campeona:
- 2031: Copa Mundial Femenina de la FIFA 2031
  - Selección campeona:

#### Eurocopa
- 2000: Eurocopa de Países Bajos y Bélgica
  - Selección campeona:
- 2004: Eurocopa de Portugal
  - Selección campeona:
- 2008: Eurocopa de Austria y Suiza
  - Selección campeona:
- 2012: Eurocopa de Polonia y Ucrania
  - Selección campeona:
- 2016: Eurocopa de Francia
  - Selección campeona:
- 2021: Eurocopa de Europa
  - Selección campeona:
- 2024: Eurocopa de Alemania
  - Selección campeona:
- 2028: Eurocopa de Reino Unido e Irlanda
  - Selección campeona:
- 2032: Eurocopa de Italia y Turquía
  - Selección campeona:

#### Copa Oro de América
- 2000: Copa oro de Estados Unidos
  - Selección campeona:
- 2002: Copa oro de Estados Unidos
  - Selección campeona:
- 2003: Copa oro de Estados Unidos y México
  - Selección campeona:
- 2005: Copa oro de Estados Unidos
  - Selección campeona:
- 2007: Copa oro de Estados Unidos
  - Selección campeona:
- 2009: Copa oro de Estados Unidos
  - Selección campeona:
- 2011: Copa oro de Estados Unidos
  - Selección campeona:
- 2013: Copa oro de Estados Unidos
  - Selección campeona:
- 2015: Copa oro de Canadá y Estados Unidos
  - Selección campeona:
- 2017: Copa oro de Estados Unidos
  - Selección campeona:
- 2019: Copa oro de Estados Unidos, Costa Rica y Jamaica
  - Selección campeona:
- 2021: Copa oro de Estados Unidos
  - Selección campeona:
- 2023: Copa oro de Estados Unidos y Canadá
  - Selección campeona:
- 2025: Copa oro de Estados Unidos y Canadá
  - Selección campeona:

#### Copa América
- 2001: Copa América de Colombia
  - Selección campeona:
- 2004: Copa América de Perú
  - Selección campeona:
- 2007: Copa América de Venezuela
  - Selección campeona:
- 2011: Copa América de Argentina
  - Selección campeona:
- 2015: Copa América de Chile
  - Selección campeona:
- 2016: Copa América Centenario
  - Selección campeona:
- 2019: Copa América de Brasil
  - Selección campeona:
- 2021: Copa América de Brasil
  - Selección campeona:
- 2024: Copa América de Estados Unidos
  - Selección campeona:
- 2028: Copa América de 2028
  - Selección campeona:

#### Los grandes momentos deportivos del Siglo
- 2009: El atleta jamaicano Usain Bolt establece el récord de los 100 metros lisos en 9 segundos y 58 centésimas en el Mundial de Atletismo de Berlín.
- 2013: El ciclista estadounidense Lance Armstrong confirma en una entrevista con Oprah Winfrey que se dopó de manera sistemática para lograr sus 7 Tours de Francia, de los cuales fue desposeído.

## Acontecimientos astronómicos ocurridos o previstos en elsigloXXI

### Lista de los largos eclipses totales de Sol
- 22 de julio de 2009: Eclipse total,[5] (6 min 39 s), del saros 136. El más largo del siglo.
- Eclipse solar del 20 de marzo de 2015. (2 min 47 s)
- Eclipse solar del 8 de abril de 2024. (4 min 13 s)

### Otros fenómenos astronómicos
- 7 de mayo de 2003: primer tránsito de Mercurio del siglo XXI.
- El martes 8 de junio de 2004: primer tránsito de Venus del siglo XXI.
El precedente que tiene lugar cerca de 122 años antes, el 6 de diciembre de 1882.
- 8 de noviembre de 2006: tránsito de Mercurio (2.º de este siglo).
- 2009: triple conjunción Júpiter-Neptuno.
- 2010/2011: triple conjunción Júpiter-Urano.
- El miércoles 6 de junio de 2012: segundo (y último) tránsito de Venus en este siglo.
- 9 de mayo de 2016: tránsito de Mercurio (el 3.º de este siglo).
- Eclipse lunar de abril de 2019

## Décadas y años
| Décadas        | Años | Años | Años | Años | Años | Años | Años | Años | Años | Años |
| -------------- | ---- | ---- | ---- | ---- | ---- | ---- | ---- | ---- | ---- | ---- |
| Década de 2000 | 2001 | 2002 | 2003 | 2004 | 2005 | 2006 | 2007 | 2008 | 2009 | 2010 |
| Década de 2010 | 2011 | 2012 | 2013 | 2014 | 2015 | 2016 | 2017 | 2018 | 2019 | 2020 |
| Década de 2020 | 2021 | 2022 | 2023 | 2024 | 2025 | 2026 | 2027 | 2028 | 2029 | 2030 |
| Década de 2030 | 2031 | 2032 | 2033 | 2034 | 2035 | 2036 | 2037 | 2038 | 2039 | 2040 |
| Década de 2040 | 2041 | 2042 | 2043 | 2044 | 2045 | 2046 | 2047 | 2048 | 2049 | 2050 |
| Década de 2050 | 2051 | 2052 | 2053 | 2054 | 2055 | 2056 | 2057 | 2058 | 2059 | 2060 |
| Década de 2060 | 2061 | 2062 | 2063 | 2064 | 2065 | 2066 | 2067 | 2068 | 2069 | 2070 |
| Década de 2070 | 2071 | 2072 | 2073 | 2074 | 2075 | 2076 | 2077 | 2078 | 2079 | 2080 |
| Década de 2080 | 2081 | 2082 | 2083 | 2084 | 2085 | 2086 | 2087 | 2088 | 2089 | 2090 |
| Década de 2090 | 2091 | 2092 | 2093 | 2094 | 2095 | 2096 | 2097 | 2098 | 2099 | 2100 |

- - año actual
- - década actual
- - próximo año
- - próxima década
- - fechas futuras